# Pflege-Pauschbetrag
Der Pflege-Pauschbetrag ist ein der Höhe nach gestaffelter Pauschbetrag im deutschen Einkommensteuergesetz, mit dem Pflegepersonen ihre Mehraufwendungen, die durch unentgeltliche Pflege eines pflegebedürftigen Menschen entstehen, vereinfacht steuerlich geltend machen können. 

## Gesetzliche Regelung
Wegen der außergewöhnlichen Belastungen, die durch die Pflege einer pflegebedürftigen Person erwachsen, kann bei der Pflegeperson anstelle einer Steuerermäßigung nach § 33 EStG die Bemessungsgrundlage der Einkommensteuer um einen Pflege-Pauschbetrag verringert werden (§ 33b Abs. 6 EStG). Der Abzug ist möglich ab Pflegegrad 2 bzw. bei dauernder Hilflosigkeit des Pflegebedürftigen. 
Hilflos ist eine Person, wenn sie für eine Reihe von häufig und regelmäßig wiederkehrenden Verrichtungen zur Sicherung ihrer persönlichen Existenz im Ablauf eines jeden Tages fremder Hilfe dauernd bedarf. Diese Voraussetzungen sind auch erfüllt, wenn die Hilfe in Form einer Überwachung oder einer Anleitung zu den Verrichtungen erforderlich ist oder wenn die Hilfe zwar nicht dauernd geleistet werden muss, jedoch eine ständige Bereitschaft zur Hilfeleistung erforderlich ist (§ 33b Abs. 3 S. 4+5 EStG). Die Einstufung in Pflegegrad 4 oder 5 gilt als dauernde Hilflosigkeit.
Den Nachweis der Einstufung in einen Pflegegrad hat der Steuerpflichtige durch Vorlage des entsprechenden Bescheides zu erbringen, den Nachweis der Hilflosigkeit durch Vorlage des Ausweises mit dem Merkzeichen „H“ oder mit einem vergleichbaren Bescheid des zuständigen Versorgungsamtes oder anderer zuständiger Sozialbehörden (§ 65 EStDV). Obligatorisch ist auch die Angabe der steuerlichen Identifikationsnummer der gepflegten Person in der Einkommensteuererklärung des Pflegenden (§ 33b Abs. 6 S. 8 EStG).
Der Pflege-Pauschbetrag beträgt je Kalenderjahr:
| Pflegegrad | Pauschbetrag |
| ---------- | ------------ |
| 2          | 600 €        |
| 3          | 1.100 €      |
| 4 oder 5   | 1.800 €      |

Ein Pflege-Pauschbetrag von 1.800 € wird auch gewährt, wenn die gepflegte Person hilflos ist.
Der Pflege-Pauschbetrag ist ein Jahresbetrag und wird auch dann in voller Höhe abgezogen, wenn die Voraussetzungen nicht während des gesamten Jahres vorgelegen haben. Wird der Pflegegrad im Laufe des Jahres herauf- oder herabgesetzt, steht dem Steuerpflichtigen für dieses Jahr der höhere Pauschbetrag zu (§ 33b Abs. 6 S. 5 EStG).
Weitere Voraussetzung für die Pauschale ist, dass die Pflegeperson für die Pflege keine Einnahmen erhält. Das von den Eltern eines behinderten Kindes für dieses Kind empfangene Pflegegeld zählt nicht zu den Einnahmen (§ 33b Abs. 6 S. 2 EStG), auch nicht das Pflegegeld, das der Pflegebedürftige selbst von der Pflegekasse erhält, es sei denn, er leitet es als Bezahlung an den Pflegenden weiter. 
Zusätzliche Voraussetzung ist, dass die Pflegeperson die Pflege entweder in ihrer Wohnung oder in der Wohnung des Pflegebedürftigen persönlich durchführt und diese Wohnung in einem Mitgliedstaat der EU oder in einem Staat belegen ist, auf den das Abkommen über den Europäischen Wirtschaftsraum anzuwenden ist (§ 33b Abs. 6 S. 1 EStG). Zeitweise Unterstützung durch andere, z. B. durch einen ambulanten Pflegedienst, ist möglich, solange der Steuerpflichtige seinen Anteil an der Pflege persönlich erbringt.
Wird ein Pflegebedürftiger von mehreren Pflegepersonen unentgeltlich gepflegt, wird der Pflege-Pauschbetrag nach der Zahl der Pflegepersonen, bei denen die Voraussetzungen vorliegen, geteilt (§ 33b Abs. 6 S. 8 EStG).
Statt des Pauschbetrages können die eigenen Aufwendungen für die unentgeltliche Pflege eines unterstützungsbedürftigen Menschen als außergewöhnliche Belastung nach § 33 EStG geltend gemacht werden. In diesem Fall wirkt sich aber nur der Teil steuermindernd aus, der die so genannte „zumutbare Belastung“ (Eigenbelastung) übersteigt.

## Rechtslage bis 31. Dezember 2020
Bis zum 31. Dezember 2020 wurde ein Pflege-Pauschbetrag in Höhe von 924 € für die unentgeltliche Pflege einer dauernd hilflosen Person gewährt. Als Hilflosigkeit in diesem Sinne galt auch die Einstufung in Pflegegrad 4 oder 5.